# Rohde Shoes
Die Rohde Shoes GmbH (früher Erich Rohde GmbH) ist ein deutscher Schuhhersteller mit Sitz in Schwalmstadt im Schwalm-Eder-Kreis in Hessen. Als Rohde Gruppe ist sie international tätig und besonders im mitteleuropäischen Raum aktiv.

## Geschichte
1862 erfolgte die Gründung der Gerberei Rohde in Guben (Brandenburg). 1926 übernahm Firmengründer Erich Rohde die aus dieser Gerberei hervorgegangene Schuhfabrik. 1939 erhielt die Gubener Hausschuhfabrik Erich Rohde das Gaudiplom für hervorragende Leistungen.
Durch den Zweiten Weltkrieg hatte Rohde zwei Schuhfabriken verloren. In 1947 verwendete Rohde Reststoffe zur Schuhherstellung – den Schaft bestand aus alten Wehrmachtsuniformen, das Obermaterial aus Feldbettenstoff und die Sohlen aus Autoreifen.
Ab 1948 betrieb Rohde in Niedersachsen mit einigen Heimatvertriebenen den Neuaufbau des Unternehmens. Es wurde der erste eigene Produktionsbetrieb der mittlerweile zur Erich Rohde KG umorganisierten Firma errichtet. Im folgenden Jahr wurde im heutigen Schwalmstadt in der Nähe von Ziegenhain der Standort Ascherode erschlossen. Anfang der 1950er Jahre entstand eine weitere Fabrik in Bad Kreuznach. Das Unternehmen beschäftigte bei einer Tagesproduktion von über 1.700 Paar Schuhen ca. 200 Mitarbeiter.
In den 1960er Jahren expandierte Rohde und errichtete Zweigbetriebe in Deutschland (Immichenhain, Borken und Schrecksbach) und Österreich (Hallein), später folgten Produktionsstätten in Portugal (1975, Santa Maria da Feira) und Osteuropa. 1965 starb Erich Rohde, der Namensgeber der damaligen KG. Schwiegersohn Friedrich W. Schmitt, der alleinige Gesellschafter der KG übernahm das Unternehmen. In den 1980er Jahren integrierte Rohde Schritt für Schritt Computertechnologien in seine Produktionsanlagen und beschleunigte somit die Fertigungsprozesse. Mit der Lizenzübernahme für die Schuhkollektion der französischen Lifestylemarke Daniel Hechter erweiterte Rohde 1996 sein Produktspektrum und profitierte vom Einfluss der Lizenzmarke auf die Stammmarke.
2003 setzte Rohde mit 3.180 Mitarbeitern (davon ca. 2.300 in Portugal) insgesamt rund 164 Mio. Euro um. Das Unternehmen nahm 2004 zusammen mit 66 weiteren mittelständischen deutschen und österreichischen Unternehmen an einer Finanzierungsplattform (PREPS 2004-2) teil, um sich gemeinsam über den Kapitalmarkt mit Beträgen von bis zu 18 Mio. Euro pro Firma zu finanzieren. In der Folge nahm Rohde an weiteren Mezzanine-Finanzierungen (PREPS 2005-2 und CB Mezzcap I) teil.
2005 hatte Rohde innerhalb seiner Gruppe rund 3.800 Beschäftigte bei einer Tagesproduktion von 38.000 Paar Schuhen und einer Jahresproduktion von 8 Mio. Paar Schuhen. 45 % der Jahresproduktion gingen in den außerdeutschen europäischen Markt, 5 % nach Übersee. In Schwalmstadt befand sich zu dieser Zeit ein automatisch gesteuertes Hochregallager mit einer Kapazität von ca. 500.000 Paar Schuhen.
2007 meldete die Erich Rohde KG Insolvenz an. Gegen den damaligen Geschäftsführer und persönlich haftende Gesellschafter Friedrich Wilhelm Schmitt wurde wegen Betrugs und Insolvenzverschleppung ermittelt. Auch das Schwesterunternehmen Alit-Werke Carl Schmitt GmbH & Co KG meldete 2007 Insolvenz an.
2008 wurde Schmitt wegen Betrugs zu dreieinhalb Jahren Haft verurteilt, nachdem er ein umfassendes Geständnis abgelegt und 5 Mio. Euro der Gesamtschadenssumme von 40 Mio. Euro zurückgezahlt hatte. Er hatte sich nicht bereichert, sondern versucht, das angeschlagene Unternehmen zu retten. Das Unternehmen wurde von Square Four Investments und Morgan Stanley übernommen und umstrukturiert. Staatliche Beihilfen wurden beantragt. Im Rahmen der Umstrukturierung musste fast ein Drittel der Mitarbeiter entlassen werden. Produktionsstandorte in Österreich und Portugal, letzterer mit fast 3.000 Mitarbeitern, wurden geschlossen. Seitdem wird das Unternehmen unter neuer Leitung als GmbH geführt. Zum Ende des Jahres 2012 schloss die Produktion in Schwalmstadt vollständig und wurde verstärkt ins Ausland verlagert. Zum 31. Dezember 2012 endete zudem die Zusammenarbeit zwischen Rohde und Daniel Hechter nach 15 Jahren in beiderseitigem Einvernehmen. Künftig soll eine Fokussierung auf die Marke Rohde erfolgen. im Jahr 2012 eröffnete das Unternehmen einen neuen Showroom im Hamburger ModeCentrum. Die Fertigung soll künftig hauptsächlich in Osteuropa erfolgen (z. B. Bosnien und Slowakei).
Am 28. Oktober 2016 wurde Antrag auf Eröffnung des Insolvenzverfahrens gestellt. Das Insolvenzverfahren wurde am 1. Januar 2017 eröffnet.
Am 9. März 2017 wurde bekanntgegeben, dass die Gesellschaft an die italienische Inblu Group veräußert wird.

## Unternehmensstruktur und Kennzahlen
Geschäftsführer waren 2010 Stephan Harmening und Oliver Kraxner. Harmening löste 2009 den bisherigen CEO Pierre Heurich ab. Dieser, von Sara Lee kommend,  hatte seine Position seit 2008 inne und verließ das Unternehmen wegen differierender Auffassungen über die weitere Entwicklung. Ab Februar 2011 leitete Oliver Kraxner das Unternehmen als alleiniger Geschäftsführer. Aktueller Geschäftsführer ist Renato Lo Presti.
Die Erich Rohde GmbH beschäftigte 2009 durchschnittlich 300 Mitarbeitern in Deutschland und erzielte in diesem Jahr einen Umsatz von 59,7 Millionen Euro, 2020 einen Umsatz von 100–250 Millionen Euro. Die Rohde Gruppe beschäftigte weitere 97 Mitarbeiter in fünf europäischen und einem kanadischen Tochterunternehmen. Für 2009 gab sie einen Umsatz von 68,2 Millionen Euro an, was den Umsatz der GmbH mit einschließt.
Die Erich Rohde GmbH betreibt neben Zukäufen in ihren eigenen Produktionsräumen in Schwalmstadt die Montage von ca. 20.000 Schuhen pro Tag. Ihrer Eigendarstellung zufolge ist sie damit einer der größten Schuhhersteller Europas und verkauft über 4 Millionen Paar Schuhe im Jahr, die meisten davon im Segment Hausschuhe. Rohde Schuhe sind bei 3.200 Handelspartnern im gesamten europäischen Raum erhältlich. Das Unternehmen betreibt Niederlassungen in den Niederlanden, in der Schweiz sowie in Frankreich, Österreich, Dänemark, Norwegen, Finnland, Schweden und England. Die Kollektionen der Lizenzmarke Daniel Hechter wurde von 550 europäischen Handelspartnern vertrieben.

## Produkte
Die Erich Rohde GmbH produziert Modelle für Damen und Herren. Jährlich werden zwei neue Kollektionen auf den Markt gebracht, die Sandalen und Hausschuhe umfassen. Die Modelle werden auf den internationalen Schuhfachmessen GDS in Düsseldorf und Expo Riva in Riva del Garda vorgestellt.

## Eigene Marken und Schutzrechte
1966 ließ sich Rohde die Wortmarke „Modissa“ schützen. 1975 folgte für Schuhe, auch für „solche mit gewebtem oder gewirktem Textilschaft, insbesondere Hüttenschuhe und Hausschuhe“ sowie Schuhwaren der Schutz der Wort- sowie der Wort-/Bildmarke „ROHDE“, bei der der Buchstabe „O“ mit einem schwarzen Rechteck hinterlegt ist. 1981 ließ sich Rohde die Wort-Bildmarke „ROFLEX“ schützen. 1985 folgte die Eintragung der Wort-/Bildmarke für das „Wörishofer Fußbett“ unter dem Markennamen „modissa von Rohde“, der selbst erst 1994 eingetragen wurde. 1997 ließ sich Rohde das modernisierte Logo in blauer Serienschrift und einem nun roten Parallelogramm, das ein weißes „O“ hinterlegt, schützen. 2005 folgte auf Basis dieses Logos der Schutz der Marke „ROHDE KiDS“.